# Rainer (Montferrat)
Rainer (lateinisch Raynerius, italienisch Ranieri, * 1084; † um 1136) war Markgraf von Montferrat aus dem Adelsgeschlecht der Aleramiden.
Er war der Sohn des Markgrafen Wilhelm IV. und seiner Ehefrau Otta d’Agliè, einer Tochter von Tibaldo d’Aglie. Vermutlich beim Tod seines Vaters um das Jahr 1100 erbte er dessen Markgrafschaft.
Er heiratete um 1105 Gisela von Burgund, eine Tochter des Grafen Wilhelm I. Gisela war die Witwe des Grafen Humbert II. von Savoyen, der 1103 gestorben war, und die Mutter der Adelheid von Savoyen, die 1115 König Ludwig VI. von Frankreich heiratete.
Rainer wurde erstmals in einer Urkunde vom 23. März 1111 als Markgraf bezeichnet. In den Jahren 1126 und 1133 statteten er und weitere Mitglieder seiner Familie das Zisterzienserkloster Santa Maria di Lucedio bei Trino mit Besitz aus. 1111 und 1116 hielt er sich in der Umgebung Kaiser Heinrichs V. auf.
Rainer und Gisela hatten mehrere Töchter und einen Sohn:
- Johanna († 1191), ⚭ 1127 William Clito (1102–1128), Graf von Flandern (Rolloniden);
- Wilhelm V. der Ältere (* um 1100; † 1191), Rainers Nachfolger als Markgraf von Montferrat;
- Matilda († nach 1166), ⚭ Alberto di Massa, genannt Zueta († 1148/66),  Markgraf von Gavi und Parodi (Obertenghi);
- Adelasia, 1167/69 Nonne in Vandieu (Provence);
- Tochter (vielleicht Isabella), heiratete Guido IV. († nach 1172), Graf von Biandrate (Haus Burgund-Ivrea).